# Tsuneo Nakai
Tsuneo Nakai (jap. 中井 恒夫, Nakai Tsuneo; * 1947 in der Präfektur Osaka) ist ein japanischer Videokünstler.

## Ausstellungen (Auswahl)
- 1975: 9. Biennale von Paris, Paris
- 1979: Video from Tokyo and Kyoto Museum of Modern Art, New York
- 1984: 41. Biennale di Venezia
- 1987: documenta 8, Kassel[2]
- 2007: Out of the Ordinary: New Video From Japan Museum of Contemporary Art, Los Angeles, Kurator: Gabriel Ritter[3]